# Sebastián Uranga (hijo)
Sebastián Uranga (Venado Tuerto, Santa Fe, 31 de julio de 1989) es un baloncestista argentino, hijo del también baloncestista Sebastián Uranga. Juega habitualmente en la posición de ala pivot. Actualmente integra el plantel de Colón de Santa Fe, equipo de La Liga Argentina.

## Trayectoria

### Clubes
| Club                        | País      | Año             |
| --------------------------- | --------- | --------------- |
| Unión de Santa Fe           | Argentina | 2004 - 2005     |
| Ben Hur                     | Argentina | 2005 - 2009     |
| Unión de Sunchales          | Argentina | 2009 - 2010     |
| San Martín de Marcos Juárez | Argentina | 2010 - 2011     |
| Ciclista                    | Argentina | 2011            |
| Adelante                    | Argentina | 2011 - 2012     |
| Echagüe                     | Argentina | 2012 - 2013     |
| Campo Mourão Basquete       | Brasil    | 2013            |
| Obras Sanitarias            | Argentina | 2013 - 2014     |
| Sionista                    | Argentina | 2014 - 2015     |
| Salta Basket                | Argentina | 2016            |
| Echagüe                     | Argentina | 2016 - 2017     |
| Estudiantes de Concordia    | Argentina | 2017 - 2018     |
| Platense                    | Argentina | 2018            |
| Unión de Santa Fe           | Argentina | 2019            |
| Argentino de Junín          | Argentina | 2019 - 2020     |
| Unión de Santa Fe           | Argentina | 2020 - 2021     |
| Centenario de Venado Tuerto | Argentina | 2022            |
| Basket Giovane Pesaro       | Italia    | 2023            |
| ASD Basket Gualdo           | Italia    | 2023 - 2024     |
| Colón de Santa Fe           | Argentina | 2024 - Presente |

## Selección nacional
Uranga integró los seleccionados juveniles de baloncesto de Argentina, actuando en el Campeonato Sudamericano de Baloncesto Sub-16 de 2005, el Campeonato FIBA Américas Sub-18 de 2006 y el Campeonato Mundial de Baloncesto Sub-19 de 2007. 